# لیتیم تانتالات

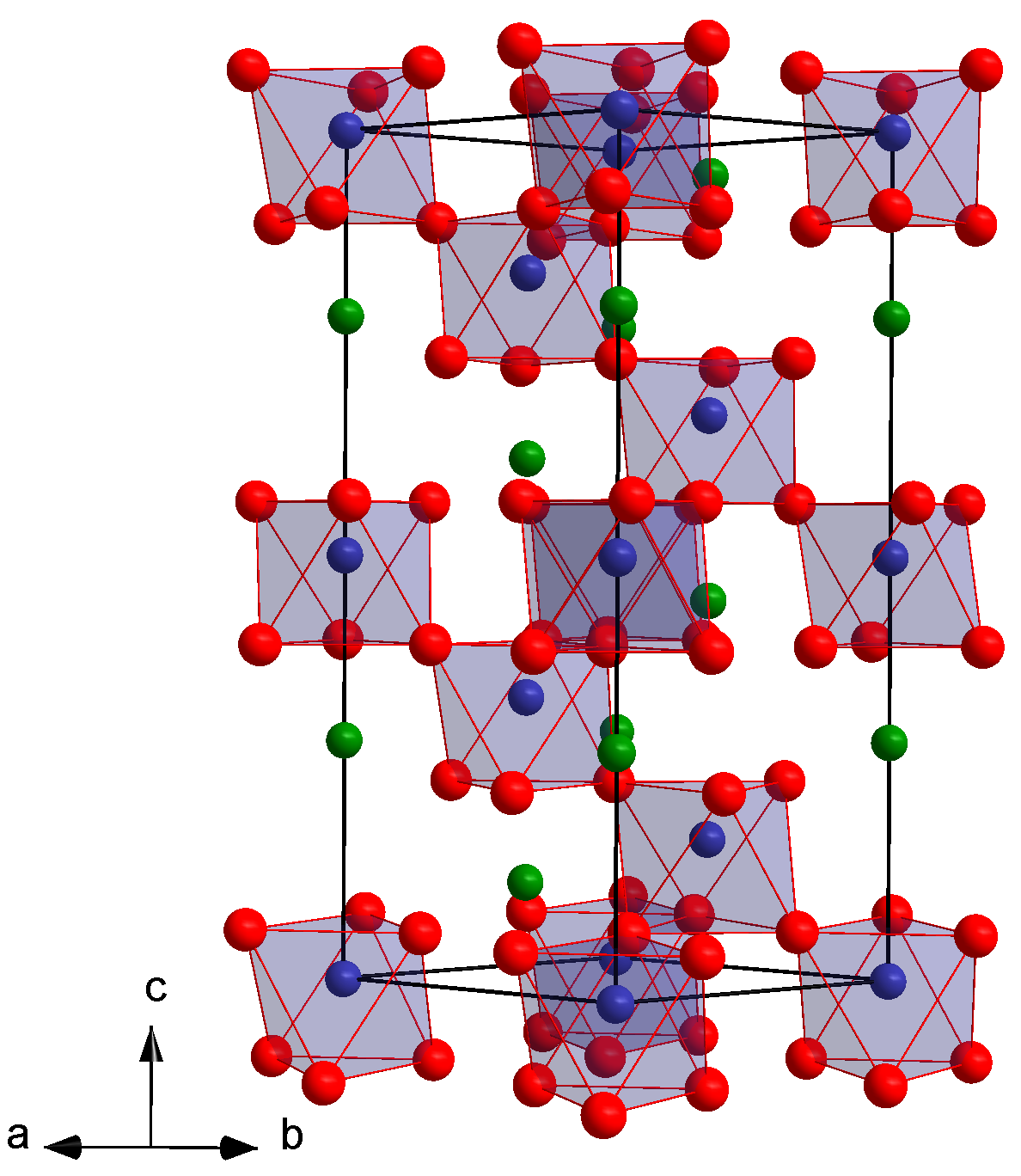
ساختار کریستالی LiNbO3 که حاوی کره های هماهنگی اکسیژن هشت ضلعی نیوبیوم است

لیتیم تانتالات (به انگلیسی: Lithium tantalate) با فرمول شیمیایی لیتیمتانتالاکسیژن۳ یک ترکیب شیمیایی با شناسه پاب‌کم ۱۵۹۴۰۵ است. که جرم مولی آن 235.887 g/mol می‌باشد. 